# CL-621
Es una carretera autonómica que pertenece a la Red Básica de Carreteras de Castilla y León. Comunica Hospital de Órbigo  N-120 , en León, con Mayorga  N-601 , en Valladolid.
En su recorrido se cruza con dos carreteras nacionales, una autopista, una autovía, una carretera autonómica y varias provinciales.
Los pueblos más importantes por los que pasa son Santa María del Páramo, Villamañán y Valencia de Don Juan.
- Datos: Q5737195